# Yngve Mattsson
Jöns Johan Yngve Mattsson, född 2 oktober 1900 i Knivsta församling, dåvarande Stockholms län, död 10 december 1995, var en svensk ämbetsman. 
Efter studentexamen i Uppsala 1919 blev Mattsson juris kandidat 1927 och genomförde tingstjänstgöring i Luleå domsaga 1927–1928 och i Bollnäs domsaga 1928–1929. Han tjänstgjorde därefter i Svea hovrätt, blev extra ordinarie länsnotarie i Uppsala län 1938 (extra 1930), länsassessor i Norrbottens län 1946 (extra ordinarie 1945), i Gävleborgs län 1949 och var landssekreterare där 1951–1966. 
Mattsson var sekreterare i Uppsala läns landsting 1936–1944, styrelseordförande i Ljusnans virkesmätningsförening från 1957, vice ordförande i styrelsen för Gävleborgs läns företagareförening från 1959 och stiftare av Gävleborgs läns konjunkturutjämningsfond för enskilda skogsbruk.